# Oriol Busquets
Oriol Busquets Mas (ur. 20 stycznia 1999 w Sant Feliu de Guíxols) – hiszpański piłkarz występujący na pozycji pomocnika w portugalskim klubie FC Arouca.

## Kariera klubowa
Urodzony w Sant Feliu Busquets dołączył do akademii Barcelony w 2007 roku, mając 8 lat, po sukcesywnych testach. Po przejściu wszystkich młodzieżowych szczebli w Barcelonie, 29 kwietnia 2017 roku zaliczył swój seniorski debiut w barwach Barcelony B, zmieniając Alberto Perea w wygranym 2:0 meczu Segunda División B z AE Prat.
Busquets swój pierwszy profesjonalny mecz rozegrał 19 sierpnia 2017 roku przeciwko Realowi Valladolid w ramach rozgrywek Segunda División. W pierwszej drużynie Barcelony Oriol zadebiutował 29 listopada 2017 roku w wygranym 5:0 meczu z Realem Murcia w Pucharze Króla.
9 lutego 2018 roku, Busquets doznał poważnej kontuzji kolana podczas sesji treningowej, która wykluczyła go do końca sezonu 2017/18.
4 lipca 2018 roku przedłużył swój kontrakt z Barceloną do 2021 roku, z klauzulą wynoszącą 200 milionów euro.

## Życie prywatne
Starszy brat Oriola, Pol również jest piłkarzem i występuje na pozycji bramkarza.

## Sukcesy

### Barcelona
- Puchar Króla: 2017/2018
- Liga Młodzieżowa UEFA: 2017/2018[8]